# Sphaeropoeus punctulatissimus
Sphaeropoeus punctulatissimus är en mångfotingart som beskrevs av Filippo Silvestri 1897. Sphaeropoeus punctulatissimus ingår i släktet Sphaeropoeus och familjen Zephroniidae. Inga underarter finns listade i Catalogue of Life.